# Сакулин, Владимир Алексеевич
Владимир Алексеевич Сакулин — советский хозяйственный и политический деятель.

## Биография
Родился в 1936 году. Член КПСС с 1965 года.
Образование среднее.
В 1951—1955 гг. — токарь на заводе в Москве.
В 1955—1958 гг. — военнослужащий Советской армии.
В 1962—1991 гг. — тракторист, звеньевой механизированного звена совхоза «Борец» Дмитровского района Московской области.
Избирался депутатом Верховного Совета СССР 10-го и 11-го созывов. Делегат XXVII съезда КПСС и XIX партконференции.
Жил в Москве.

## Награды
- Орден Ленина
- Орден Трудового Красного Знамени
- Медаль «За трудовую доблесть»